# 北條拓郎
北條 拓郎（ほうじょう たくろう、2001年9月18日 - ）は、ジャパンラグビーリーグワン三重ホンダヒートに所属するラグビー選手。

## プロフィール
- 長野県出身[1]。
- ポジションはスクラムハーフ(SH)。
- 身長 172 cm、体重 75 kg

## 略歴
2020年、天理高校卒業後、天理大学に入る。
2023年、天理大学ラグビー部の主将に就任。
2024年、アーリーエントリーで三重ホンダヒートに加入。同年3月1日に行われたJAPAN RUGBY LEAGUE ONE第8節横浜キヤノンイーグルス戦にて途中出場でリーグワン公式戦初出場を果たした。